# Frank Erne

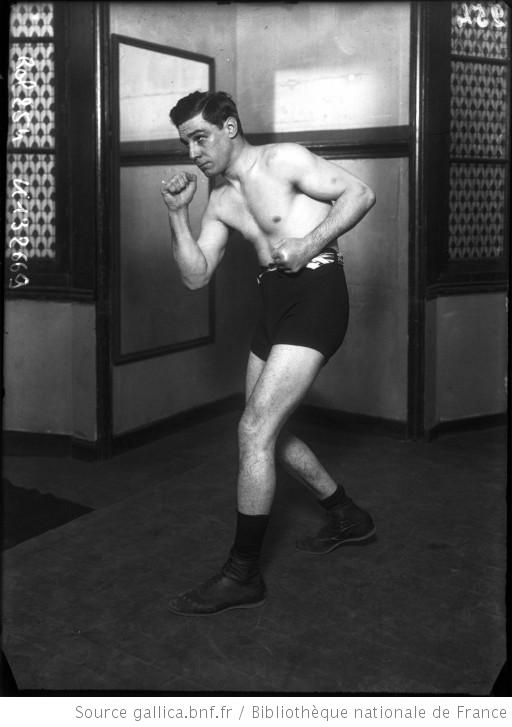
Frank Erne (1908)

Frank Erne (* 8. Januar 1875 in Döttingen, Kanton Aargau, Schweiz, als Erwin Erne; † 17. September 1954 in Buffalo, New York, Vereinigte Staaten) war ein Schweizer Boxer. Er war von 1896 bis 1897 Weltmeister im Federgewicht sowie von 1899 bis 1902 Weltmeister im Leichtgewicht.